# Kpanroun
Kpanroun är ett arrondissement i kommunen Abomey-Calavi i Benin. Den hade 7 421 invånare år 2002.